# Tron de Tutankhamon

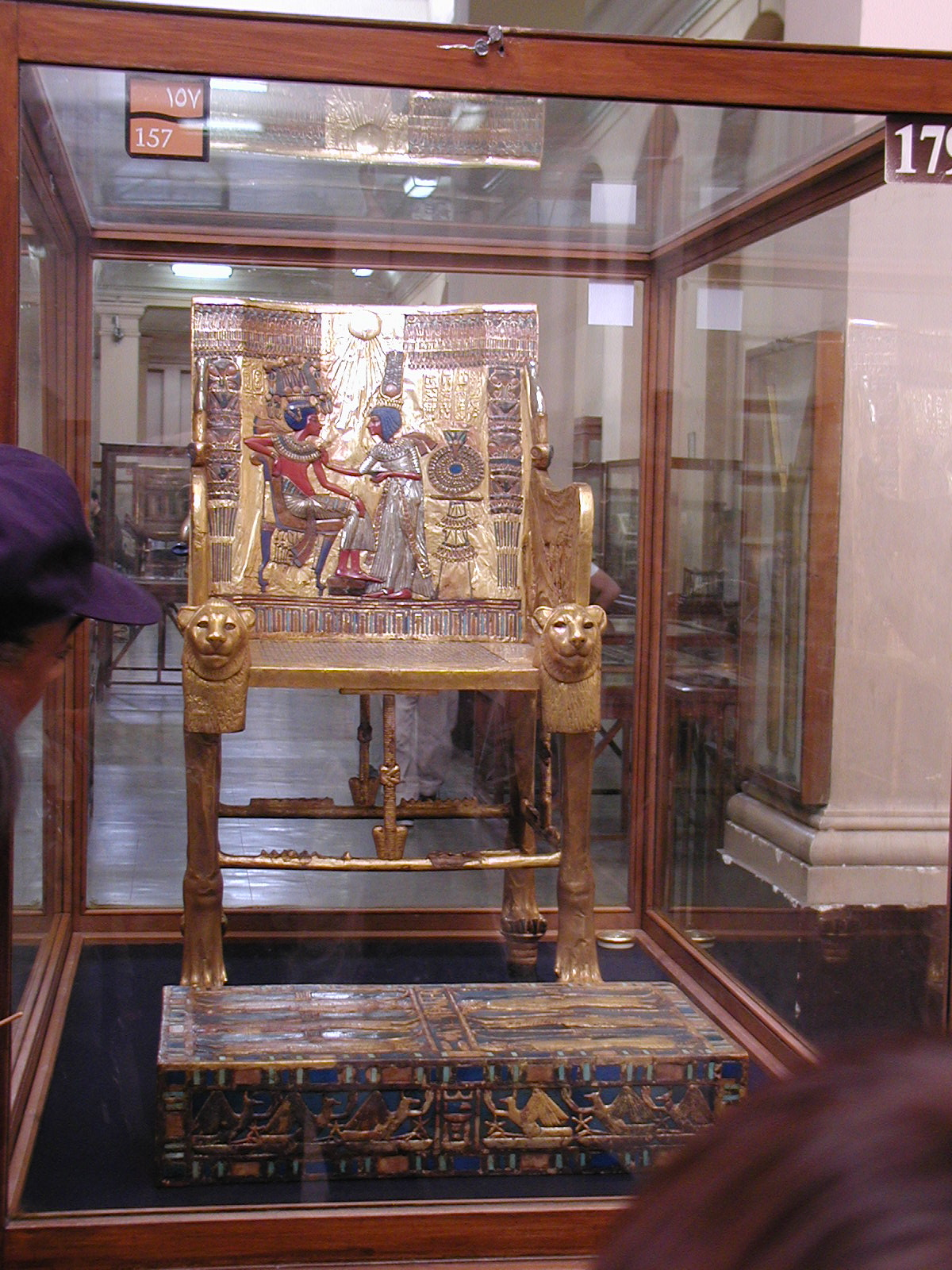
El Tron de Tutankamon, exposat en el Museu Egipci del Caire

El Tron de Tutankhamon, conegut també com a Tron Reial de Tutankhamon o Tron Cerimonial de Tutankhamon, va ser elaborat pels artistes egipcis, formava part de l'aixovar funerari de la tomba del faraó Tutankamon, descoberta el 1922 en la necròpoli egípcia del Vall dels Reis, en àrab Uadi Biban Al-Muluk (وادي الملوك). La peça s'exhibeix de forma permanent en el Museu d'Antiguitats Egípcies.

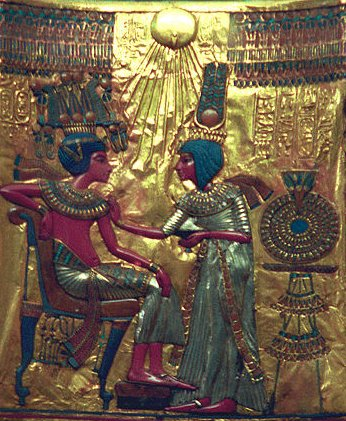
Escena íntima entre el rei i la seva Gran Esposa Reial. L'herència artística d'Amarna va seguir vigent durant el seu regnat. Fins i tot el déu caigut Aten brinda els seus rajos protectors donant vida igual que ho feia amb Akhenaton i Nefertiti. Detall del respatller del tron cerimonial de Tutankamon.

El tron està construït en or laminat amb imatges en sobrerrelleu. L'estil i motiu artístic utilitzat és el del període d'Amarna. S'hi representa la parella reial, Tutankhamon i la seva Gran Esposa Reial, la donadora d'Hereus, la reina Ankhesenamon, qui fos una de les filles de Nefertiti i Akhenaton. El motiu és una escena familiar íntima, on la reina s'inclina en actitud protectora i afectuosa al costat del rei, tan habitual en els relleus observats a Al-Amārna, siguin en tombes, edificis o deixants de demarcació. L'estil de les figures àdhuc és el típic d'Amarna; amb colls llargs i estilitzats, cranis allargats i mandíbules prominents, al costat de ventres engruixats. A pesar que la volta a l'ortodòxia religiosa ja havia operat durant el regnat de Tutankhamon, la parella reial encara es troba sota el déu Aten qui domina les altures i estén els seus rajos acabats en mans que ofereixen Ankh (símbol de vida) als reis.
El tron va ser trobat per l'arqueòleg Howard Carter a l'interior de la tomba de Tutankhamon (KV62), situada a la Vall dels Reis, (Egipte), (única tomba reial egípcia trobada intacta) i es creu que va poder ser utilitzat en vida per Tutankamon, 'imatge viva d'Amon', faraó pertanyent a la dinastia XVIII d'Egipte, que va regnar de 1336/5 a 1327/5 aC.